# Saffet Akyüz
Saffet Akyüz (Trebisonda, 11 marzo 1970) è un allenatore di calcio ed ex calciatore turco, di ruolo attaccante.